# Escadron des Systèmes d'Information Tactiques 13.550
L’Escadron des Systèmes d’information tactiques 13.550 « Bricy » (ESIT) est une unité de soutien opérationnel projetable de l’Armée de l'air et de l'espace spécialisée dans les systèmes d’information et de communication (SIC). Il est l’un des quatre escadrons de l’Escadre aérienne de commandement et de conduite projetable (EAC2P) installés à la base aérienne 105 Évreux-Fauville

## Missions
L’Escadron des systèmes d'information tactiques est armé par des mécaniciens de l'Armée de l'air et de l'espace. Il est spécialisé dans le déploiement et dans la mise en œuvre des SIC, ainsi que des moyens spécialisés de commandement et de conduite (C2) des forces aériennes, interarmées et interalliées (coalitions/OTAN) au profit des opérations extérieures, Dispositif particulier de sureté aérienne (DPSA) et des exercices,.

## Historique

### Étampes-Mondésir
Le 1er avril 1946, la Compagnie des Équipements et d’Installation des Télécommunications (CEIT) est créée sur la base aérienne 110 Étampes-Mondésir. Sa mission est alors l’équipement des appareils en moyens radio et la remise en état des moyens de communications des bases aériennes.
Jusqu’en 1967, elle change de code mécanographique et a entre-temps eu la gestion de la première École de radiotélégraphe et le commandement de la base aérienne d’Etampes-Mondésir renumérotée Base aérienne 251 Étampes-Mondésir.

### Orléans-Bricy
Fraîchement arrivé sur la BA 123 d'Orléans-Bricy, la CEIT 822 devient le Groupement d’Équipement et d’Installation des Télécommunications 822 (GEIT) qui développe alors son panel de mission.
En 1993, le GEIT est dissous et le Groupe de télécommunication 10.800 (GT) prend sa suite et peu à peu ses missions évoluent vers le déploiement des SIC.
En 2013, le GT 10.800 est dissous. Son personnel, matériel et ses missions sont repris par l’ESIT 13.805 d’Evreux alors sous commandement du Groupement tactique des systèmes d’information et de communications aéronautique 10.805 (GTSIC AERO). 

### Évreux-Fauville
L’ESIT 13.805 arrive sur la base aérienne 105 Évreux-Fauville complétant ainsi le regroupement des GT sur Évreux initié depuis 2011.
Le GTSICAéro est remplacé en 2015 par l'Escadre aérienne de commandement et de conduite projetable (EAC2P) 00.550, l’ESIT voit son code mécanographique changé pour s’adapter à son nouveau commandement (13.550).

## Identité et valeurs

### Insigne
L’insigne non homologué de la CEIT 872 puis 822.

L’insigne historique de la CEIT, du GEIT et du GT est homologué sous le numéro A959 le 4 avril 1967

L’insigne actuel de l’ESIT 13.550 est celui homologué sous le numéro A1432 le 1er mars 2014

### Fanion
L’ESIT s’est vu remettre son fanion homologué sous le numéro AF654 le 1er janvier 2018.
Le GEIT et le GT ont également détenu un fanion.

### Nom de tradition
L’ESIT a pour nom de tradition « Bricy » attribué le 14 septembre 2016, ce dernier exprime les liens de cette unité avec son précédent lieu de  garnison.